# Вазоактивный интестинальный пептид
Вазоакти́вный интестина́льный пепти́д (называемый также вазоакти́вный интестина́льный полипепти́д; общепринятые аббревиатуры ВИП и VIP) — нейропептидный гормон, обнаруживаемый во многих органах, включая кишечник, головной и спинной мозг, поджелудочную железу.

## Структура
Состоит из 28 аминокислотных остатков, расположенных в следующей последовательности:
- H-His-Ser-Asp-Ala-Val-Phe-Thr-Asp-Asn-Tyr-Thr-Arg-Leu-Arg-Lys-GIn-Met-Ala-Val-Lys-Lys-Tyr-Leu-Asn-Ser-lle-Leu-Asn-NH2.[6]

По структуре гомологичен секретину и ещё ряду пептидных гормонов: гипофизарный активирующий пептид (PACAP), глюкозозависимый инсулинотропный полипептид (ГИП), глюкагон, глюкагоноподобный пептид-1, кальцитонин, кальцитонин ген-связанный пептид, парат-гормон, корикотропин-рилизинг-фактор, рилизинг-фактор гормона роста и другим). Поэтому ВИП, вместе с перечисленными гормонами, часто относят к семейству секретина.

## Функции
Вазоактивный интестинальный пептид, в отличие от других пептидных гормонов из семейства секретина, является исключительно нейромедиатором. Уровень ВИП в плазме крови очень мал и не изменяется после приёма пищи. Период полураспада ВИП в кровотоке 1 минута. Угнетает желудочную секрецию, стимулирует панкреатическую секрецию (бикарбоната) и независимое от желчных кислот желчеотделение. Расслабляет гладкие мышцы.

### Желудочно-кишечный тракт
Обладает сильным стимулирующим действием на кровоток в стенке кишки, а также на гладкую мускулатуру кишечника. Является ингибитором, угнетающим секрецию соляной кислоты париетальными клетками слизистой оболочки желудка. ВИП также является стимулятором продукции пепсиногена главными клетками желудка.

## Випома
В результате гиперплазии клеток, вырабатывающих вазоактивный интестинальный пептид, в поджелудочной железе может развиваться опухоль, называемая випомой (синдром Вернера-Моррисона). Частота заболеваемости випомой очень мала (1 случай в год на 10 млн человек) или 2 % от всех эндокринных опухолей желудочно-кишечного тракта. В половине случаев опухоль злокачественная. Прогноз чаще неблагоприятный.